# تشارلز جنكينز (كرة سلة)
تشارلز جنكينز (بالصربية: Чарлс Џенкинс) مواليد 28 فبراير 1989 في بروكلين، هو لاعب كرة سلة صربي بدأ مسيرته الاحترافية في سنة 2011 حيث تم اختياره من قبل فريق غولدن ستايت ووريورز خلال الدرافت، يلعب مع فريق أولمبيا ميلانو كلاعب هجوم خلفي ويحمل الرقم 22. يبلغ طوله 6 قدم 3 بوصة (1.9 م).

## فرق لعب لها
- غولدن ستايت ووريورز
- فيلادلفيا سفنتي سيكسرز
- أولمبيا ميلانو

## إحصائيات المسيرة

### الرابطة الوطنية لكرة السلة

#### الموسم الاعتيادي
| السنة   | الفريق                 | لعب | بدأ | دقيقة | ميداني% | ثلاثية | حرة  | ارتداد | صنع | استلاب | تصدي | نقطة |
| ------- | ---------------------- | --- | --- | ----- | ------- | ------ | ---- | ------ | --- | ------ | ---- | ---- |
| 2011–12 | غولدن ستايت ووريورز    | 51  | 28  | 17.5  | .447    | .150   | .872 | 1.3    | 3.3 | .6     | .1   | 5.8  |
| 2012–13 | غولدن ستايت ووريورز    | 47  | 0   | 6.2   | .422    | .500   | .556 | .4     | .6  | .2     | .0   | 1.7  |
| 2012–13 | فيلادلفيا سفنتي سيكسرز | 12  | 1   | 12.5  | .368    | .000   | .500 | .9     | 1.3 | .5     | .1   | 2.5  |
| المسيرة |                        | 110 | 29  | 12.1  | .434    | .182   | .754 | .9     | 1.9 | .4     | .1   | 3.7  |

## روابط خارجية
- تشارلز جنكينز على موقع الدوري الأوروبي لكرة السلة (الإنجليزية)
- تشارلز جنكينز على موقع إن بي أي (الإنجليزية)
- تشارلز جنكينز على موقع سبورتس رفرنس (الإنجليزية)
- تشارلز جنكينز على موقع الدوري الإسباني لكرة السلة (الإسبانية)
- تشارلز جنكينز على موقع كرة السلة الأوروبية.كوم (الإنجليزية)
- تشارلز جنكينز على موقع كلية كرة السلة في سبورتس رفرنس.كوم (الإنجليزية)
- تشارلز جنكينز على موقع ريلجم (الإنجليزية)
- تشارلز جنكينز على موقع بروبوليرز (الإنجليزية)
- تشارلز جنكينز على موقع سبورتس رفرنس (الإنجليزية)